# تفجيرات هرجيسا وبوصاصو (2008)
وقعت تفجيرات هرجيسا-بوصاصو في 29 أكتوبر 2008، عندما هاجم ستة انتحاريين في أهداف منسقة للسيارات المفخخة في هرجيسا، عاصمة صوماليلاند، ومدينة بوصاصو التجارية، بونتلاند في شمال شرق الصومال. وأسفرت التفجيرات عن مقتل ما لا يقل عن 30 شخصًا.

## الهجوم بالتفصيل
تشمل الأهداف في هرجيسا القصر الرئاسي والقنصلية الإثيوبية ومكاتب برنامج الأمم المتحدة الإنمائي، بينما أصيبت مكاتب وكالة استخبارات بونتلاند في بوصاصو.
قُتل عشرون شخصًا في القنصلية الإثيوبية في هرجيسا، بينما قُتل خمسة على الأقل في الانفجارات المتزامنة على مكتب الرئيس المحلي ومبنى للأمم المتحدة هناك. وكان اثنان من القتلى في الموقع الأخير من موظفي الأمم المتحدة وسائق ومستشار أمني. كما أصيب ستة من موظفي الأمم المتحدة في الانفجار الذي فجر أسطح مجمع الأمم المتحدة. وقال منسق الأمم المتحدة للشؤون الإنسانية في الصومال، مارك بودن: «في حين أن الصومال هي واحدة من أخطر الأماكن في العالم بالنسبة لعمال الإغاثة، إلا أن هرجيسا كانت مستقرة نسبيًا وبالتالي تمركز العديد من موظفي الأمم المتحدة هناك».
في 30 أكتوبر، قال الطاقم الطبي في بوصاصو، إن جنديين آخرين أصيبا في انفجارات مقر المخابرات لقيا حتفهما خلال الليل، ليرتفع إلى خمسة على الأقل ضحايا تلك الضربة.

## تحقيقات

### الاعتقالات
قالت السلطات في بونتلاند إنها ألقت القبض على شيخ محلي بارز، محمود إسماعيل، بسبب هذا الهجوم والعديد من الأفراد في موجة الهجمات الأخيرة. وقال أحد أقارب الشيخ عبد الشكور مير: "هاجم الجنود منزلنا وفتحوا النار علينا. فأصابوا عمي في ذراعه ثم أخذوه بعيدا ". ورفضت السلطات الإدلاء بمزيد من التفاصيل. ومع ذلك، قال وزير الداخلية، عبد الله إسماعيل، إن التفجيرات كانت مخططة من مقديشو.
وأُطلق سراح إسماعيل في نهاية المطاف في 10 نوفمبر.

### رابط محتمل للولايات المتحدة
كانت السلطات في مينيابوليس بولاية مينيسوتا تحقق فيما إذا كانت شروع أحمد، وهو مهاجر صومالي ومقيم في مينيابوليس، واحدة من الانتحاريين في الهجوم.